# Mars (альбом Marselle)
Mars — дебютный студийный альбом рэп-группы Marselle, вышедший 20 ноября 2008 года на выпускающем лейбле «Монолит Рекордс» при поддержке компании Phlatline..

## Список композиций
| №   | Название                                                 | Музыка                | Длительность |
| --- | -------------------------------------------------------- | --------------------- | ------------ |
| 1.  | «На Букву М»                                             | Nel                   |              |
| 2.  | «Сошёл с ума» (уч. Вадяй из гр. «Отрицательное Влияние») | Nel                   |              |
| 3.  | «Глаза» (уч. Саша Legend)                                | Nel, Wow Band         |              |
| 4.  | «Дороги»                                                 | Nel                   |              |
| 5.  | «Я хочу» (уч. Уля)                                       | Nel                   |              |
| 6.  | «Жизнь как огонь» (уч. Баста)                            | Nel                   |              |
| 7.  | «По моим стихам»                                         | Nel                   |              |
| 8.  | «Москва» (уч. Кнара)                                     | Nel                   |              |
| 9.  | «Закрути блант»                                          | Nel, Wow Band         |              |
| 10. | «Мечта» (уч. Теона Дольникова)                           | Nel, Теона Дольникова |              |
| 11. | «Она»                                                    | Zhen (Wow Band)       |              |
| 12. | «Теплее»                                                 | Nel                   |              |
| 13. | «Хэй Yo» (уч. ST)                                        | Nel                   |              |
| 14. | «Пионеры»                                                | Nel                   |              |
| 15. | «У нас все ок»                                           | Nel                   |              |
| 16. | «Остается только вера»                                   | Nel                   |              |
| 17. | «Точка отсчета» (уч. Dza-Dze)                            | Nel                   |              |
| 18. | «Number 1»                                               | Nel                   |              |
| 19. | «Outro»                                                  | Nel                   |              |

## Рецензии
Нэл и Леван справились с переносом такой культуры на русскую почву (к слову, их друг ST - совсем нет), а вот приживется ли она - большой вопрос. Атмосферу (я бы сказал - иллюзию) существования такого рэпа в России они создают со вкусом, видно, что им это действительно нравится.
 — пишет Руслан Муннибаев на сайте rap.ru